# Christel Baier
Christel Baier (née le 26 septembre 1965 à Karlsruhe) est une informaticienne allemande qui travaille sur la Vérification de modèles, la logique temporelle. Elle enseigne à la TU Dresden. Elle est éditrice en chef d'Acta Informatica.

## Éducation et carrière
Baier a obtenu un diplôme en mathématiques à l'Université de Mannheim en 1990 et un doctorat en informatique en 1994. Sa thèse, Transitionssystem- und Baum-Semantiken für CCS, a été dirigée par Mila Majster-Cederbaum. Elle a obtenu son habilitation à Mannheim en 1999.
Elle est devenue professeur d'informatique à l'Université de Bonn en 1999 et a rejoint la TU Dresden en 2006.

## Livre
Avec Joost-Pieter Katoen, Baier est co-auteur du livre Principles of Model Checking (MIT Press, 2008).

## Reconnaissance
Baier a été élu à l'Academia Europaea en 2011.
Elle a reçu un doctorat honoris causa en septembre 2022 de la RWTH Aachen.